# 최현연
최현연(1984년 4월 16일 ~ )은 대한민국 축구 U-20 국가대표 코치이다. 